# 노가이 칸국
노가이 칸국(Nogay Horde, 한국 한자: 諾蓋汗國 낙합한국)은 1440년대부터 17세기에 칼미크인들과 러시아인들에게 축출당할 때까지 흑해-카스피해 스텝 지역에 존재한 18개 튀르크계 및 몽골계 부족들의 연합국가이다. 13세기, 칭기즈 칸의 장남 주치 칸의 후손 노가이 칸을 그 시조로 삼는다. 이들의 후예가 오늘날의 노가이인이다.

## 같이 보기
- 튀르크족